# Dancing Machine (piosenka)
Dancing Machine – singel The Jackson 5 pierwotnie wydany na albumie G.I.T.: Get It Together w 1973 roku, później jako remiks na albumie Dancing Machine wydanym w 1974 roku.

## Lista utworów
Źródło
1. „Dancing Machine”
2. „It’s Too Late To Change The Time”

## Notowania
| Lista (1971)             | Najwyższa pozycja |
| ------------------------ | ----------------- |
| Billboard Hot 100        | 2                 |
| US Hot R&B/Hip-Hop Songs | 1                 |

## Twórcy
- Michael Jackson – wokal
- Don Fletcher – kompozytor
- Weldon Dean Parks – kompozytor
- Hal Davis – produkcja, kompozytor
- Arthur Wright, James Carmichael – aranżacja

Poligrafia dołączona do wznowionej edycji z albumu Dancing Machine z 2010 roku, wyd. Motown B0013862-02